# Псалтис, Парис
Парис Псалтис (греч. Πάρης Ψάλτης; 12 ноября 1996, Никосия) — кипрский футболист, защитник клуба «Этникос» и сборной Кипра.

## Биография

### Клубная карьера
Воспитанник клуба АПОЭЛ. Профессиональную карьеру начал в 2016 году с составе клуба «Эрмис», за который дебютировал 18 сентября в матче 4-го тура чемпионата Кипра против «Доксы», в котором провёл на поле 58 минут и получил предупреждение. Всего в составе команды провёл три сезона и сыграл 70 матчей в чемпионате Кипра, в одном из которых отметился забитым голом. С 2019 года выступал за столичный «Олимпиакос», где отыграл два сезона. Летом 2021 года подписал контракт с «Омонией».

### Карьера в сборной
В 2017-18 годах в составе молодёжной сборной Кипра принимал участие в отборочном турнире чемпионата Европы 2019.
За основную сборную Кипра дебютировал 27 марта 2021 года в матче отборочного турнира чемпионата мира 2022 против сборной Хорватии, в котором провёл на поле все 90 минут.